# Дунашова, Татьяна Сергеевна
Татьяна Сергеевна Дунашова (27 января 1921, Турыгино, Раменский район — 7 мая 2005, Турыгино, Московская область) — советская и российская художница народных промыслов, скульптор-керамистка, специалистка по гжельскому фарфору. Член СХ СССР (1977; СХР с 1991). Лауреатка Государственной премии РСФСР имени И. Е. Репина (1978). Заслуженный художник РСФСР (1982). Народный художник Российской Федерации (1992).

## Биография
Родилась 27 января 1921 года в деревне Турыгино, Раменского района Московской области в семье потомственных керамистов, гончарами были  её дед и отец.
С 1935 года после окончания семи классов средней школы Т. С. Дунашова начала работать на артельном производстве, занималась изготовлением глиняных изделий и расписывала их масляными красками. Позже Т. С. Дунашова начала работать в фарфоровом цеху, работала с фарфором — изготавливала вазы, скульптуры и посуду. Художников своих у них не было и Т. С. Дунашова рисовала всё сама,  работала без предварительного рисунка, нанося композицию сразу.
С 1941 года после начала Великой Отечественной войны призвана в ряды РККА, с 1941 по 1945 годы  до самого конца войны служила в Войсках ВНОС, занималась ведением воздушного наблюдения и предупреждением советских частей об угрозе воздушного нападения противника, а также наведения на него боевых средств противовоздушной обороны  своих войск.
С 1945 года после демобилизации из рядов Советской армии продолжила свою работу художницей-народных промыслов по гжельскому фарфору. Работала в живописном цехе Турыгинского фарфорового завода, с 1972 года — художница "Объединения "Гжель". Т. С. Дунашовой был присущ индивидуальный творческий почерк как в создании формы так и в росписи.  В 1972 и в 1973 годах Т. С. Дунашова была участницей ВДНХ СССР и за свои работы была удостоена медалями ВДНХ.
Т. С. Дунашова была участницей многочисленных выставок и экспозиций: 
- Всесоюзные и Всероссийские выставки — «Народное творчество и художественная промышленность» (1951), «Художники-народу» (1983), «45 лет Победы в Великой Отечественной войне» (1990), VIII выставка произведений художников России (1992).
- Республиканские выставки — «Народно-прикладное и декоративное искусство РСФСР» (1956—1957), прикладной графики (1963), «Советская Россия» (1960, 1965, 1968, 1970, 1975, 1980, 1985, 1991), «массовых видов художественных изделий предприятий РСФСР» (1973), «60 лет Великого Октября» (1977), «По родной стране» (1981, 1983, 1987).
- Московские областные выставки — «40-летие Октября» (1957),  «Искусство и быт» (1961), «50-летие Великого Октября» (1967), II, III, IV и V выставки произведений художников — ветеранов Великой Отечественной войны Московской области (1967, 1968, 1969, 1971), «Подмосковье моё» в ЦВЗ (1968), «50 лет образования СССР» (1972), «Наш современник» (1974), «30 лет Победы в Великой Отечественной войне» (1975)‚ выставки посвящённые — «XXV», «XXVI» и «XXVII» съездам КПСС (1976‚ 1981, 1986), «60-летие Великого Октября» (1977), «60 лет ВЛКСМ» (1978), «60 лет образования СССР» (1982), «40 лет Победы в Великой Отечественной войне» (1985), «XIX партконференции КПСС» (1988), «45 лет Победы в Великой Отечественной войне» (1990), «50 лет Победы в Великой Отечественной войне» (1995)‚  «выставка декоративно-прикладного искусства» (1995).
- Зональные выставки — «В едином строю» (1964, 1967), «Центр. Северные области» (1969, 1974), «Подмосковье» (1980, 1984, 1990).
- Юбилейные выставки МСХ — «20 лет МООСХ» (1968), «25 лет МООСХ» (1972), «50 лет МООСХ» (1996)[2].

С 1977 года Т. С. Дунашова была избрана членом Союза художников СССР, с 1991 года — Союза художников России. В 1978 году «за создание высокохудожественных керамических изделий в производственном объединении «Гжель» Московской области» Т. С. Дунашова была удостоена — Государственной премии РСФСР имени И. Е. Репина.
В 1982 году Т. С. Дунашова было присвоено почётное звание — Заслуженный художник РСФСР, в 1999 году — Народный художник Российской Федерации.

## Награды
- Орден Отечественной войны II степени (06.04.1985)

### Звания
- Народный художник Российской Федерации (1992)
- Заслуженный художник РСФСР (1982)

### Премии
- Государственная премия РСФСР имени И. Е. Репина (1978 — «за создание высокохудожественных керамических изделий в производственном объединении «Гжель» Московской области»)

### Прочие награды
- Медали ВДНХ